# Bereshit Rabba
Bereshit Rabba, dit aussi Genèse Rabbah, est un des volumes du Midrash Rabba.
Sa rédaction s'échelonne entre le début du Ve siècle et le courant du VIe siècle apr. J.-C. Il est le premier recueil de midrashim des rabbins du Talmud, les amoraïm d'où le terme de Rabba. Ces commentaires sont écrits en araméen et attribués à tel ou tel rabbin du Talmud, comme dans le Talmud. Alors que le Talmud vise essentiellement à codifier - même si des éléments aggadiques s'y trouvent, le midrash Rabba contient principalement des commentaires aggadiques, à visées homilétiques.
Ce midrash sur la Genèse offre des explications des mots et des phrases, des interprétations aggadiques et divers exposés dont la plupart sont liés d'assez loin au texte du fait du cheminement de pensée des commentateurs reproduits dans le texte. Le commentaire s'entrelace de maximes et de paraboles. Sa rédaction s'appuie sur les premières sources rabbiniques, y compris la Mishna, la Tosefta, les préceptes halachiques, les targoumim. Le texte qui nous en est parvenu s'apparente à une version du Talmud de Jérusalem qui lui ressemble, sans être exactement identique…
C'est dans Bereshit Rabba (38,16), qu'à propos de l'interprétation du verset « Et Haran mourut devant son père » (Gn 11,28) sont racontées les célèbres histoires d'Abraham brisant les idoles de son père Terah et du miracle sauvant Abraham de la fournaise où le plonge Nemrod, histoires qui, quoique absentes du récit biblique, ont acquis la même autorité.

## Éditions (partielles) en français
- Verdier trad. Bernard Maruani et Albert Cohen Arazi, 1983. Ce volume comprend la moitié de Genèse Rabba, de la Création au sacrifice d'Isaac.